# Techniker Krankenkasse

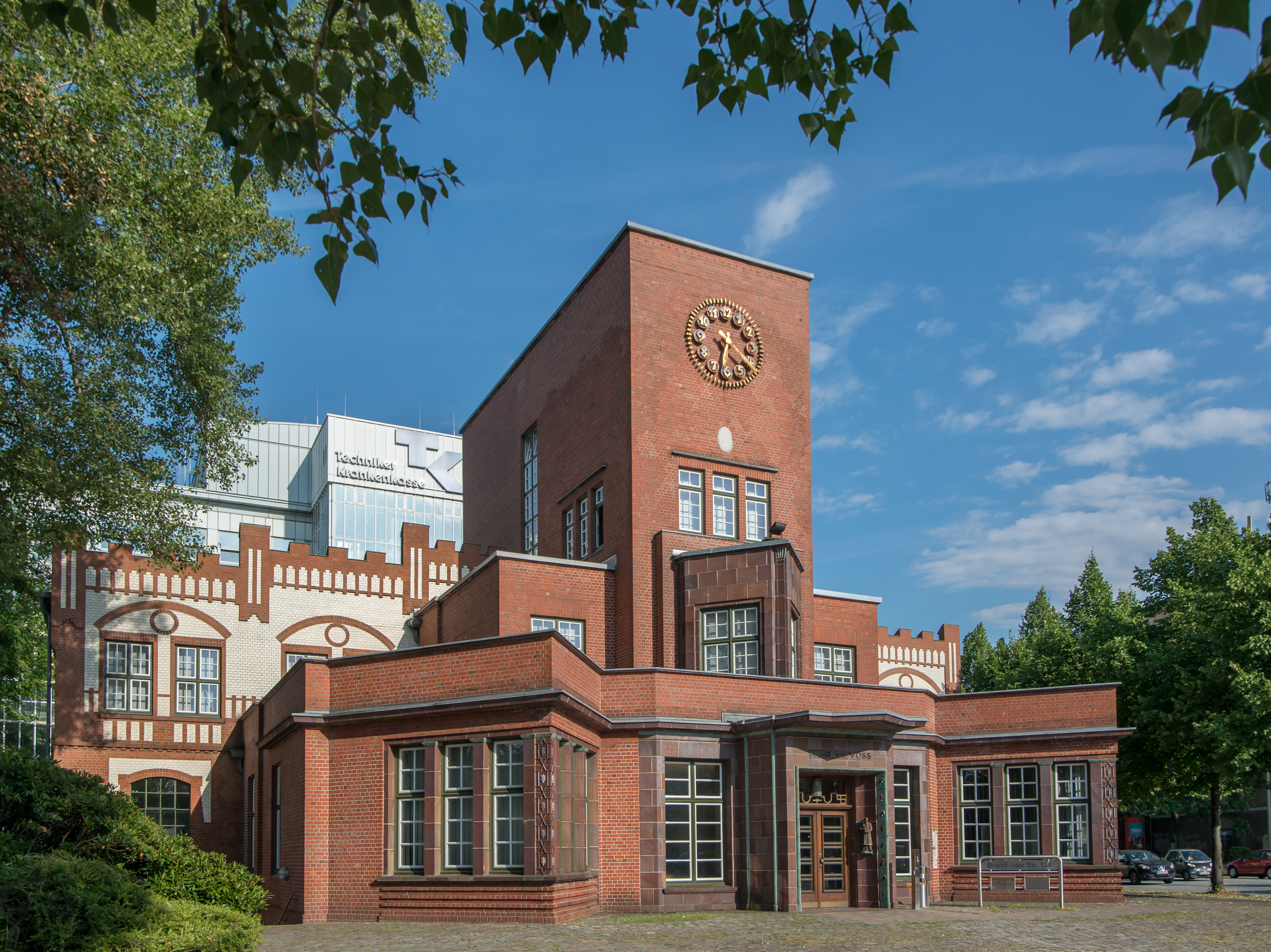

Techniker Krankenkasse (TK) – nazwa jednej z największych kas chorych (firm ubezpieczenia zdrowotnego) w Niemczech, skupiających w sumie 10,6 mln ubezpieczonych.
Została założona 3 sierpnia 1884 w Lipsku pod nazwą Eingeschriebene Hilfskasse für Architekten, Ingenieure und Techniker Deutschlands. Obecnie zatrudnia 11 300 pracowników. Siedziba przedsiębiorstwa znajduje się w Hamburgu.